# Шакил, Чхота
Чхота Шакил (англ. Chhota Shakeel; 31 декабря 1955 (или 1960 года), Бомбей — предположительно 7 января 2017 года, Карачи или Исламабад) — предполагаемый индийский криминальный авторитет и высокопоставленный руководитель организованной преступной группы (ОПГ) D-Company, которая базируется в Южной Азии. В 1988 году присоединился к ОПГ D-Company, которой руководит криминальный авторитет Давуд Ибрагим, по некоторым данным Чхота Шакил отвечает за планирование повседневной деятельности ОПГ и находится под покровительством защитой Межведомственной разведки Пакистана (ISI). В 1993 году Чхота Шакил стал одним из самых разыскиваемых преступников Индии после его предполагаемого участия в организации взрывов в Бомбее. Кроме того, правительство США объявило его в международный розыск за его участие в незаконном обороте наркотиков. По некоторым данным, Чхота Шакил скончался в январе 2017 года.

## Ранний период жизни
Чхота Шакил родился в индийском городе Бомбее, штат Махараштра 31 декабря 1955 или 1960 года. Родители назвали его Мухаммедом Шакилом Бабу Мияном Шейхом. До прихода в организованную преступность Чхота Шакил руководил туристическим агентством в Донгри, пригороде Мумбаи. В 1988 году присоединился к ОПГ D-Company, проживая в Дубае. Он стал одним из первых членов ОПГ наряду с Бишалом Читахом, Джонни Ахаватом и Лайджером Бхаи (или Мушу Бхаи). Согласно данным Интерпола, Чхота Шакил ростом 1,7 метра, имеет черный цвет волос и темный цвет глаз, говорит на хинди, английском и урду.
В первые годы своей деятельности в D-Company Шарад Шетти устраивал матчи, принимал ставки и участвовал в операциях хавала для лидера ОПГ Давуда Ибрагима, в то время как Чхота Раджан руководил деятельность группировки в Мумбаи. После взрывов в Бомбее в 1993 году произошёл раскол внутри D-Company между фракциями Давуда Ибрагима и Чхоты Раджана. В этой ситуации Чхота Шакил остался верен Давуду Ибрагиму и был назначен на руководящую должность в D-Company, по некоторым сведениям организовал ежедневную деятельность ОПГ.
В D-Company Чхота Шакил занимал руководящую должность и напрямую отчитывался только перед Давудом Ибрагимом. По данным полиции Махараштры, он сотрудничал с Межведомственной разведкой Пакистана (ISI) при осуществлении своей преступной деятельности. После взрывов в Бомбее в 1993 году, Чхота Шакил искал убежище в Пакистане под протекцией Межведомственной разведки.

## Карьера

### С 1980-е по 2000-е годы
Чхота Шакил один из самых разыскиваемых преступников в Индии. Его разыскивают за убийства, вымогательства и терроризм, последнее обвинение связано с его предполагаемой причастностью к взрывам в Бомбее в 1993 году. После теракта в Бомбее, Чхота Шакил сотрудничал с Рахимом Мерчантом (прозвище «Догла»), богатым пакистанцем из Карачи. Чхота Шакил был вынужден скрывать свой голос во время телефонным переговоров: он писал на бумаге свою речь, а Рахим Мерчант читал написанное, разговаривая от лица Шакила по телефону, что помогало ему скрывать свое настоящее местоположение. Через Рахима Мерчанта он заключал сделки для D-Company, занимался вымогательством и помогал проводить операции с оружием сотрудничая с Межведомственной разведкой. Индийские власти полагают, что даже если бы Чхота Шакил был мертв, его компаньон Рахим Мерчант продолжил бы проводить преступную деятельность от его имени, подражая его голосу по телефону.
Правительство Индии подозревает, что Чхота Шакил отвечал за международные операции по незаконному обороту наркотиков для D-Company и работал с афганистанскими и колумбийскими поставщиками. Он также курировал незаконную торговлю оружием и недвижимостью, а также приобрел несколько шахт в Африке, где начал незаконный бизнес по добыче алмазов. По некоторым данным, Чхота Шакил провез контрабандой алмазы для украинской преступной группировки из Одессы и обменял их на оружие. Кроме индийского паспорта у Чхоты Шакила было еще два: гражданина Ботсваны и гражданина Малави — предположительно, для удобства ведения алмазного бизнеса. Алмазы провозили контрабандой граждане Сьерра-Леоне, Гвинеи и Мали. Алмазы добывались в Ботсване, Южно-Африканской Республике и Намибии, оттуда доставлялись в Кению, а затем отправлялись в Дубай и Пакистан. По некоторым сведениям, Чхота Шакил имел недвижимость в таких странах, как: США, Индия, Пакистан, Марокко, Алжир, Сьерра-Леоне, Тунис, Объединённые Арабские Эмираты, Кения, Испания и ЮАР.
Чхота Шакил был одним из наставников видного преступного деятеля Индии Абу Салема. Он поручил ему следить за финансированием Болливуда и приобретать права на показ индийского кино за рубежом. Затем их сотрудничеству пришел конец, так как Абу Салем покинул D-Company. По сообщениям, в 1997 году Чхота Шакил взял на себя ответственность за убийство общественного деятеля С. М. Халида, президента Бомбейской ассоциации пекарей. В сентябре 2000 года Чхота Шакил отдал приказ о ликвидации Чхоты Раджана, который проживал в Индонезии. В 2001 году Чхота Шакил дал интервью India Today и заявил, что финансировал создание нескольких фильмов на языке хинди.

### С 2010 года по настоящее время
15 мая 2012 года Управление по контролю за иностранными активами (OFAC), филиал Министерства финансов США, ввело санкции против Чхоты Шакила и другого высокопоставленного лидера D-Company Тайгера Мемона из-за имеющихся сведений об их причастности к наркоторговле. По данным OFAC, Чхота Шакил и его преступная группа были вовлечены в международный незаконный оборот наркотиков с конца 1980-х годов. Контрабанда наркотиков включала в себя героин и гашиш, которые были ввезены из Афганистана и Таиланда, а затем незаконно перенаправлялись в Соединённые Штаты, Западную Европу, Ближний Восток, Латинскую Америку и Африку. После принятия санкций гражданам США было запрещено заниматься предпринимательской деятельностью с Чхотой Шакилом и Тайгером Мемоном, а их активы в США были заморожены.
В середине 2016 года один из членов ОПГ Анис Ибрагим (брат Давуда) вступил в конфликт с Чхотой Шакилом из-за деятельности D-Company в Дубае. Анис Ибрагим хотел сместить Шакила с руководящей должности и занять его место. Чхота Шакил собрал верных ему людей в D-Company, чтобы противостоять бригаде Аниса Ибрагима. В итоге конфликт был остановлен после вмешательства Межведомственной разведки Пакистана. Давуд Ибрагим отказался принять чью-то сторону в противостоянии, так как дорожил дружбой с Чхотой Шакилом и не хотел ссориться со своими родственниками. В этот период времени другие высокопоставленные лидеры D-Company были растеряны, так как не знали, чьи приказы стоит исполнять, что создало напряжённость в преступной группе.
В 2016 году полиция смогла завладеть фотографией Чхотой Шакила, которая была сделана на вечеринке по случаю дня рождения другого подозреваемого, причастного ко взрывам в Бомбее. Чхота Шакил попал в объектив фотоаппарата впервые с 1980-х годов, та фотография оставалась единственной в течение как минимум трех десятилетий. В течение этого времени Чхота Шакил предположительно проживал в особняке возле Карачи.
В 2017 году Икбал Каскар (брат Давуда Ибрагилма) был арестован полицией Тханы за вымогательство. По данным следствия, Чхота Шакил приказал Икбалу Каскару заниматься рэкетом и вымогать с людей деньги. Арест Икбала Каскара ухудшил отношения между Чхотой Шакилом и Анисом Ибрагимом.

## Слухи о смерти
В декабре 2017 года Чхота Шакил предположительно скончался, так как была обнародована аудиозапись, на которой человек представлялся Давудом Ибрагимом и заявлял, что Шакил умер в Карачи 7 января 2017 года. Другой источник, ссылаясь на пожелавшего остаться анонимным индийского офицера разведки, проживающего в США, заявил, что Шакил умер от сердечного приступа в Душанбе, Таджикистан. В записи был слышен человек, известный как Билал, который рассказывал родственнику Шакила, что тот скончался от сердечного приступа и что Анис Ибрагим теперь занял его должность в ОПГ. По сообщениям, Королевская полиция Таиланда направила в Интерпол письмо, в котором говорилось, что Чхота Шакил мертв и больше не подлежит преследованию.
Расследование, проведённое телеканалом India Today в 2018 году, показало, что имела место инсценировка смерти Чхоты Шакила. Письмо, направленное Королевской полицией Таиланда, было подписано Пия Утайо, сотрудником другого органа власти. Полиция обнаружила, что номер факса, который использовался для отправки письма в Интерпол был из Бангкока, Таиланд. Расследование привело к аресту гражданина Германии, который признался бангкокской полиции, что ему приказал гражданин Индии отправиться в Таиланд, чтобы отправить письмо по факсу. Следователи полагают, что Давуд Ибрагим является ответственным за планирование этой комбинации после разногласий с Чхотой Шакилом. Анис Ибрагим и Чхота Шакил соперничали между собой за второе место в руководстве D-Company. India Today пыталась связаться с Шакилом, но его три мобильных номера были недоступны.
Есть несколько версий, объясняющих сообщения о гибели Чхоты Шакила. Одна версия предполагает, что он умер от сердечного приступа вскоре после встречи с украинской мафией в Исламабаде. По сообщениям, он был доставлен самолетом в больницу Равалпинди, но по прибытии был объявлен мертвым. Другая версия гласила, что Межведомственная разведка Пакистана использовала украинских бандитов, чтобы убить Чхоту Шакила из соображений, что он слишком много знал и им становилось трудно управлять. Затем его труп держали в морге в течение двух дней, после чего доставили в Карачи, где он был похоронен в безымянной могиле. По некоторым данным, Межведомственная разведка перевезла его семью, включая вторую жену Аишу в безопасное место в Лахоре после того, как неизвестные лица попросили их покинуть особняк в Карачи. Некоторые из родственников Чхоты Шакила, в том числе его дочь Зойа, а также его братья и сестры, были перевезены силами Межведомственной разведки в Йоханнесбург (ЮАР), где Чхота Шакил владел недвижимостью. Местонахождение его первой жены Зехры остается неизвестным, но журналисты полагают, что она также находилась под защитой Межведомственной разведки.
По некоторым данным, Давуд Ибрагим заболел, узнав о смерти Чхоты Шакила. Он был госпитализирован дважды, в январе и марте 2017 года, и страдал от депрессии. Источники, близкие к криминальному авторитету, заявили, что он собирался вернуться в Индию. По сообщениям, большинство членов бригады Чхоты Шакила: Билал, Мохаммед Рашид, Икбал Салим, Юсуф Раджа и Парвез Хаваджа, покинули D-Company после его смерти. Есть также неподтвержденные сообщения о том, что Шакил порвал с Давудом Ибрагимом еще до своей гибели. Источники, близкие к окружению Давуда Ибрагима, утверждают, что его брат Анис взяла на себя обязанности Чхоты Шакила 5 января 2019 года. Сообщается, что D-Company не смогла найти замену Чхоте Шакилу в его преступной деятельности в Таджикистане, и для назначения преемника потребовалось больше времени, чем ожидалось. По сообщениям, конфликт между бригадами Шакила и Аниса закончились после того, как обе стороны сумели договориться о переделе сфер влияния после смерти известного бригадира.